# Ralf Socher
Ralf Heiko Socher (Vancouver, 6 aprile 1967) è un ex sciatore alpino canadese.

## Biografia
Specialista delle prove veloci originario di Fernie, Socher debuttò in campo internazionale in occasione dei Mondiali juniores di Sugarloaf 1984 e ottenne il primo piazzamento in Coppa del Mondo il 17 gennaio 1988 a Bad Kleinkirchheim in combinata (14º). Ai Mondiali di Morioka 1993, sua unica presenza iridata, si classificò 11º nella discesa libera; ottenne il miglior piazzamento in Coppa del Mondo il 6 gennaio 1994 a Saalbach-Hinterglemm nella medesima specialità (5º) e ai successivi XVII Giochi olimpici invernali di Lillehammer 1994, sua unica presenza olimpica, si classificò 31º nella discesa libera e non completò il supergigante. Prese per l'ultima volta il via in Coppa del Mondo il 2 febbraio 1996 a Garmisch-Partenkirchen in discesa libera (40º) e si ritirò al termine di quella stessa stagione 1995-1996; la sua ultima gara fu la discesa libera dei Campionati canadesi 1996, disputata il 23 marzo a Mont-Sainte-Anne e chiusa da Socher al 6º posto.

## Palmarès

### Coppa del Mondo
- Miglior piazzamento in classifica generale: 60º nel 1994

### Campionati canadesi
- 2 medaglie (dati parziali fino alla stagione 1994-1995)[1]:
  - 2 ori (discesa libera, supergigante nel 1994)